# Castello di Plessis-Bourré
Il castello di Plessis-Bourré (in francese Chateau du Plessis-Bourré) è un castello situato nel comune di Écuillé nel dipartimento del Maine-et-Loire nella valle della Loira in Francia.
Costruito in meno di 5 anni dal 1468 al 1472 dal ministro delle finanze Jean Bourré il principale consigliere di re Luigi XI, non è stato modificato esternamente dalla sua costruzione e ha ancora un ponte levatoio perfettamente funzionante. Nel 1931 fu classificato come monumento storico e nel 2000 è stato dichiarato patrimonio dell'UNESCO.